# RNZパシフィック
RNZパシフィック(RNZ Pacific)は、ラジオ・ニュージーランドの国際チャンネルであり、ニュージーランドの公式国際放送局である。 さまざまなニュース、時事問題、スポーツ番組を英語で放送し、7つの太平洋言語でニュースを放送している。 使命声明には、太平洋地域におけるニュージーランドの宣伝と反映、そしてニュージーランドと太平洋諸国間のより良い関係の促進が求められている。 2017 年 5 月まではラジオ・ニュージーランド・インターナショナルまたはRNZ インターナショナル( RNZI ) と呼ばれていた。
ニュージーランドで唯一の短波ラジオ局である RNZ Pacific は、いくつかの島国に放送を行っている。 ウェリントンのラジオニュージーランドハウスにスタジオがあり、北島中央部のランギタイキに送信所がある。  放送範囲は、西は東ティモール、東はフランス領ポリネシアまでの南太平洋諸国全域に及ぶ。 この送信所は24時間ローテーションでミクロネシア、パプアニューギニア、フィジー、サモア、クック諸島、ソロモン諸島、バヌアツ、トンガなどの広範囲をカバーする。 この放送はオーストラリア、東アジア、東南アジア、ヨーロッパ、北米でも聞くことができる。 
1. ↑  “News in Pacific Languages” (英語). RNZ. 2022年11月27日閲覧。
2. ↑  “RNZ Pacific”.  Radio New Zealand (2021年). 2021年8月10日閲覧。
3. ↑  “Pacific Waves”.  Radio New Zealand (2021年). 2021年8月10日閲覧。